# Mont Barnes-Pauze
Pour les articles homonymes, voir Barnes et Pauze.
Le mont Barnes-Pauze (1 470 mètres) est une montagne située dans les monts Torngat, à la frontière du Québec et de Terre-Neuve-et-Labrador. Elle fait partie des parcs nationaux des Monts-Torngat et Kuururjuaq.
La montagne est le troisième sommet en termes d'altitude au Québec derrière le mont D'Iberville et le mont Cartwright, situés à proximité.

## Toponymie
Le nom Barnes-Pauze a été donné par le groupe parti à la recherche des corps de Susan Barnes et de Daniel Pauze qui sont morts lors d'une tempête de neige lors de leur descente du mont D'Iberville. Il n'a cependant pas été reconnu officiellement, ni par le Québec, ni par Terre-Neuve-et-Labrador.